# Тучна (гмина)
Тучна (пол. Tuczna) — сельская гмина (волость) в Польше, входит как административная единица в Бяльский повет, Люблинское воеводство. Административный центр гмины — деревня Тучна. Население — 3584 человека (на 2004 год).

## Сельские округа
1. Бокинка-Крулевска
2. Бокинка-Паньска
3. Хорощинка
4. Домбровица-Дужа
5. Калиховщизна
6. Ленюшки
7. Матяшувка
8. Мазанувка
9. Мендзылесь
10. Огродники
11. Розбитувка
12. Тучна
13. Виски
14. Вулька-Заблоцка
15. Вулька-Заблоцка-Колёня
16. Владыславув
17. Жуки

## Прочие поселения
1. Фольварк
2. Гайки
3. Грондзики
4. Колёня-Бокиньска
5. Огродники-Дуже
6. Огродники-Мале
7. Пяски
8. Подхоине
9. Подлесе
10. Подпызеле
11. Подзданы
12. Поля
13. Пшицинек
14. Савинец
15. Сосновы-Грунт
16. Вежбины
17. Волчиха
18. Заблоце
19. Задроже
20. Зданувка

## Соседние гмины
1. Гмина Ханна
2. Гмина Кодень
3. Гмина Ломазы
4. Гмина Пищац
5. Гмина Славатыче
6. Гмина Соснувка